# Dzieci ulicy (film 1946)
Dzieci ulicy (wł. Sciuscià) – włoski dramat filmowy z 1946 roku w reżyserii Vittoria De Siki, zrealizowany w konwencji neorealizmu. Oryginalny tytuł filmu jest fonetycznym zapisem słowa "shoeshine" (pol. "pucybut"), używanego powszechnie na okupowanych przez Amerykanów ulicach włoskich miast.
Obraz został wyróżniony pierwszym Oscarem dla najlepszego filmu nieanglojęzycznego przyznanym jeszcze jako Oscar Honorowy. Film był także nominowany za najlepszy scenariusz oryginalny.

## Fabuła
Dwóch chłopców, Giuseppe i Pasquale, dorabia sobie w powojennym Rzymie, pracując w charakterze pucybutów w pobliżu toru wyścigów konnych. Chłopcy zbierają pieniądze na kupno wymarzonego konia. Nieopatrznie zostają wplątani w handel kradzionym towarem i trafiają do domu poprawczego, co kładzie się cieniem na ich przyjaźni.

## Obsada
- Franco Interlenghi – Pasquale Maggi
- Rinaldo Smordoni – Giuseppe Filippucci
- Annielo Mele – Raffaele
- Bruno Ortenzi – Arcangeli
- Emilio Cigoli – Staffera

## Produkcja
Zdjęcia kręcono w Rzymie.